# Hesydrus palustris
Hesydrus palustris là một loài nhện trong họ Trechaleidae.
Loài này thuộc chi Hesydrus. Hesydrus palustris được Eugène Simon miêu tả năm 1898.